# Paolo Fresu
Paolo Fresu (Berchidda, 10 de febrero de 1961) es un trompetista y fiscornista italiano.

## Biografía

### Edad juvenil y diploma (1972-1984)
Empieza el estudio del instrumento a la edad de 11 años en la Banda Musical “Bernardo De Muro” de su ciudad natal. Mucha de su construcción técnica le viene por medio de los conocimientos aprendidos en este periodo sobre todo en la Banda y el Conservatorio. Cuando inició el recorrido musical con la banda, las posibilidades económicas de la familia no eran suficientes, la familia era de origen humilde, Fresu no tenía posibilidades de comprar la trompeta. Probablemente recibió el instrumento de segunda mano de un pariente que lo tenía por haber tocado en la banda. Cuando el músico sale de su condición campesina va hacia la más cercana de las ciudades provistas de Conservatorio, Sassari, donde formaliza su preparación, pone a prueba su actitud y descubre el Jazz que lo llevará a la fama. Las actividades al margen de los estudios le permiten el inicio de su actividad profesional en 1982, registrando para la RAI bajo la guía del M° Bruno Tommaso y frecuentando los Seminarios del Siena Jazz. En este periodo de formación, vivió la contraposición de sus docentes a las ideas de prosecución de los estudios jazzísticos; también el peligro de ser expulsado y buscó el apoyo de otro docente lejos de la Cátedra de Sassari. En 1984 se diploma en trompeta en el Conservatorio de Cagliari con el maestro Enzo Morandini y en el mismo año vence en los premios Radio Uno Jazz, Música Jazz y Radio Corriere TV, como mejor talento del jazz italiano.

### Primeras experiencias y nacimiento del Time in Jazz (1985-1990)
Salido del Conservatorio y diplomado en Cagliari, comenzó, en libertad, a trabajar en una pasión "reprimida" en los estudios: la idea de proponer, en su Berchidda natal, un festival de música de jazz. La manifestación Time in Jazz partió en la histórica piazzetta roja de la pequeña ciudad de montaña y con los años el acontecimiento tomó fuerza, pasando a ser una fecha reservada a los amantes del jazz. La actual manifestación internacional ha llegado a su XXV edición, con artistas de calibre y una difusión por mancha de aceite.

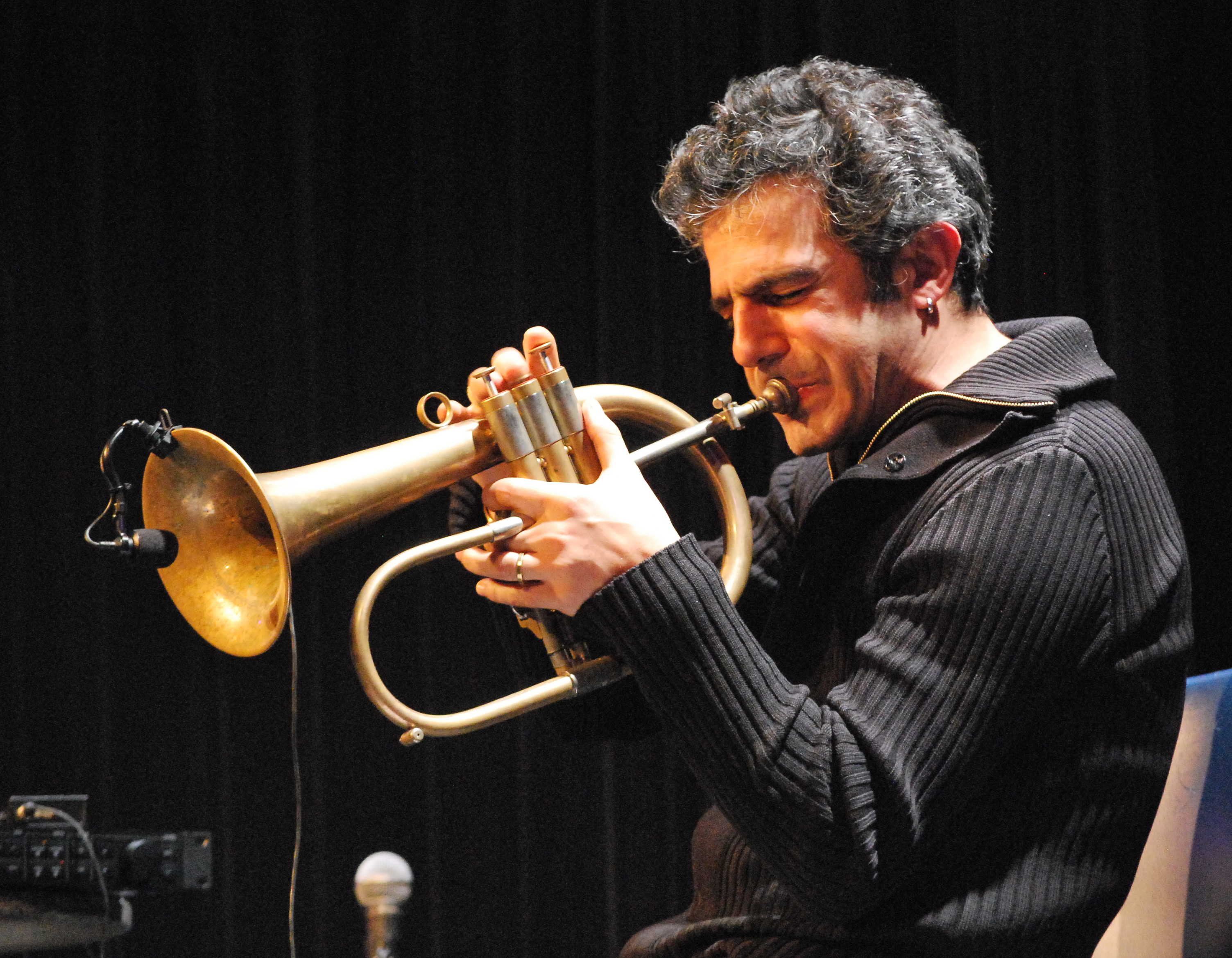
Paolo Fresu

En el 1990 vence en el premio Top jazz de la revista 'Música jazz' como mejor músico italiano, mejor grupo (Paolo Fresu Quintet) y mejor disco (premio Arrigo Polillo para el disco 'Live in Montpellier'), en el 1996 recibe el premio como mejor músico europeo a través de su obra de la 'Académie du jazz' de París y el prestigioso ‘Django de Or' como mejor músico de jazz europeo y en el año 2000, la nominación como mejor músico internacional. Son los primeros, en una larga serie de reconocimientos que prosiguen en el presente musical, entre los cuales la Licenciatura Honoris Causa de la Universidad La Bicocca de Milán.

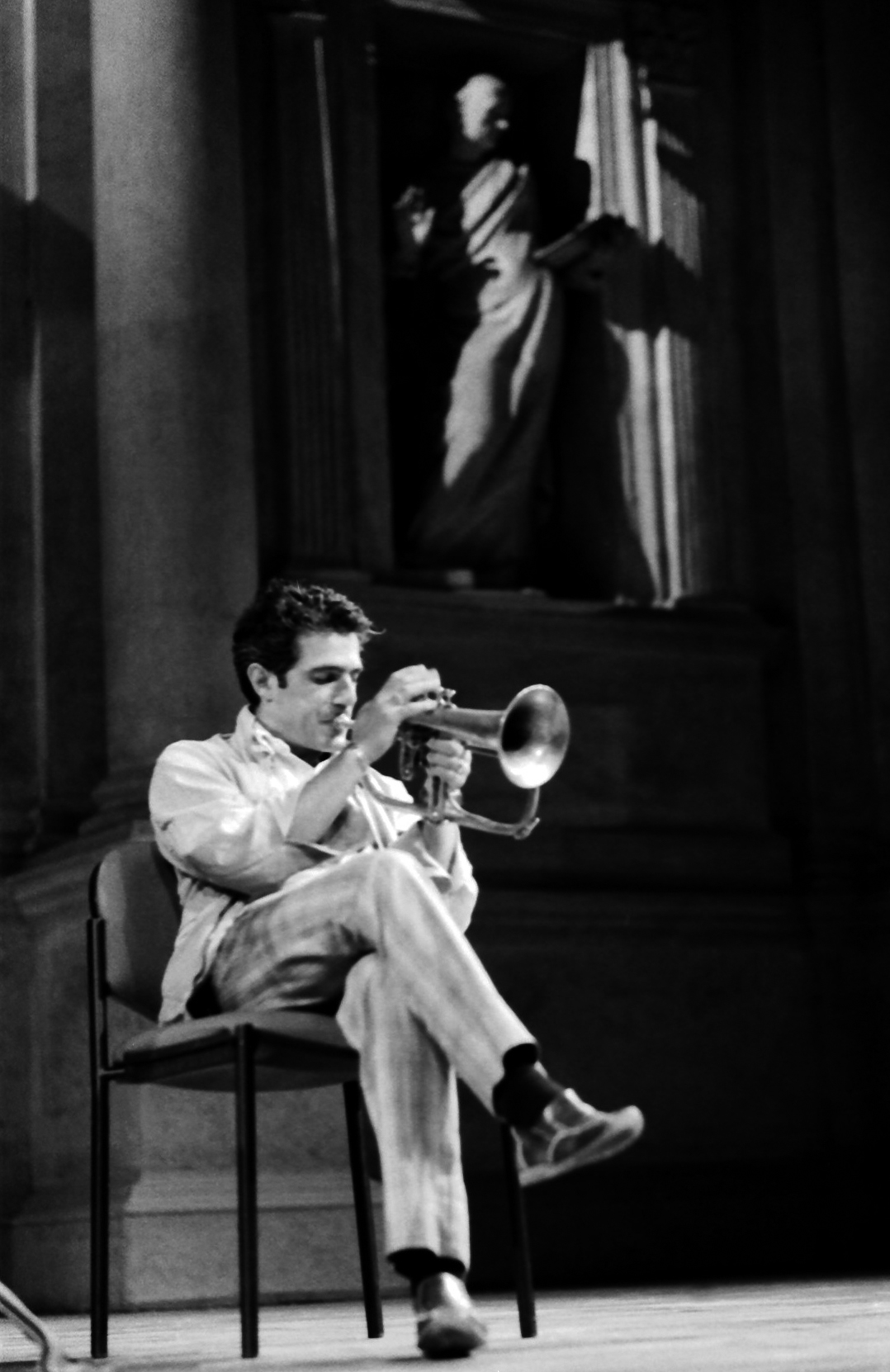
Paolo Fresu

### Afirmación y plenitud (desde 1991)
Docente y responsable de diversas actividades nacionales e internacionales, ha tocado en cada continente y con los nombres más importantes de la música afroamericana de los últimos 30 años. Ha registrado más de trescientos cincuenta discos de los cuales más de ochenta con su propio nombre o en leadership y otros con colaboraciones internacionales (etiquetas francesas, alemanas, japonesas, españolas, holandesas, suizas, canadienses, griegas) a menudo trabajando con proyectos 'mixtos' como Jazz-Música étnica, World Music, Música Contemporánea, Música Ligera, Música Antigua, etc.. colaborando entre otros con M. Nyman, E. Parker, Farafina, O. Vanoni, Alice, T. Gurtu, G. Schüller, Negramaro, Stadio, etc. Muchas de sus producciones discográficas han obtenido prestigiosos premios en Italia y en el extranjero. En el 2010 ha abierto su casa discográfica Tŭk Music. Dirige el Festival 'Time in jazz' de Berchidda, es director artístico y docente de los Seminarios de jazz de Nuoro y ha dirigido el festival internacional de Bergamo. Ha actuado como invitado con Gran Orquesta Italiana, la ONJ, Orquesta nacional de jazz francesa, la NDR - Orquesta de la Radio alemana de Hamburgo, la PJMO del Auditorio /Parco de la Música de Roma, la Orquesta Sinfónica de la RAI, la Orquesta de la Arena de Verona, Los Virtuosos Italianos y otras.
Ha coordinado, además, numerosos proyectos multimedia colaborando con actores, bailarines, pintores, escultores, poetas, etc. y escribiendo música para películas, documentales, vídeos o para el Ballet o el Teatro.
Hoy está activo con muchos proyectos e interpreta más de doscientos conciertos al año por todo el globo. Vive entre Bolonia, París y Cerdeña.

## Banda y colaboraciones
Paolo Fresu ha colaborado en muchas bandas, cuartetos, sextetos, etc., tanto en Italia como en otros países:
- Paolo Fresu Quintet;
- Paolo Fresu Sextet;
- Italian Trumpet Summit;
- Paolo Fresu - Furio de Castre Duo;
- Paolo Fresu and Alborada Quartet;
- The Open Trío (con Furio De Castre y JohnTaylor (pianista));
- P.A.F. (con Furio de Castre y Antonello Salis);
- Fresu-De Castre-Balke-Favre;
- Paolo Fresu Euro4th;
- Paolo Fresu Angel Quartet (con Nguyên Lê, Furio de Castre, Roberto Gato y Antonello Salis);
- Paolo Fresu y Tino Tracanna;
- Paolo Fresu y Uri Caine;
- Paolo Fresu y Altera (Canto de spine - versos italianos del 900 en forma de canción)
- Paolo Fresu y Iridescente Ensemble de Claudio Riggio, y muchos otros.

### Otras colaboraciones
- Piero Marras
- Antonello Salis
- Uri Caine
- Franco De Andrea
- Giovanni Tommaso
- Bruno Tommaso,
- T. Ghiglioni,
- Enrico Rava,
- Enrico Pieranunzi,
- Giorgio Gaslini,
- G.L. Trovesi,
- R. del Entre,
- Aldo Romano,
- G. Ferris,
- Kenny Wheeler,
- P. Danielsson,
- J. Christensen,
- G. Mulligan,
- B.brookmayer,
- D. Liebman,
- K. Berger,
- D. Holland,
- R. Beirach,
- J. Zorn,
- J.abercrombie,
- H. Merril,
- Ralph Towner,
- Richard Galliano,
- Jan Lundgren,
- M. Portal,
- Trilok Gurtu,
- J. Lee,
- Gunther Schüller,
- Paul McCandless,
- J. Hall,
- L. Soloff,
- Gil Evans Orquesta,
- Toots Thielemans,
- Omar Sosa,
- Carla Bley,
- Steve Swallow,
- Dave Douglas.

## Discografía

### Paolo Fresu y su quinteto
- Obstinado, Paolo Fresu & Quintet, Splasch 1985;
- Inner Voices, Paolo Fresu & Quintet, Splasch 1986;
- Pero Mut (Mâ Müt), Paolo Fresu & Quintet, Splasch 1986;
- IV Qvarto, Paolo Fresu & Quintet, Splasch 1988;
- LIVE En Montpellier, Paolo Fresu & Quintet, Splasch 1990;
- Huesos de Seppia, Paolo Fresu & Quintet, Splasch 1991;
- Ballads, Paolo Fresu & Quintet, Splasch 1992;
- LIVE en Lugano, Paolo Fresu & Quintet, Blue jazz 1992;
- Ensalada Mística, Paolo Fresu & Quintet, Splasch 1994;
- Night on the City, Paolo Fresu & Quintet, Owl-Emi 1995;
- Seis para Treinta (6 * 30), Paolo Fresu & Quintet, Onyx 1997;
- Wanderlust, Paolo Fresu & Quintet, RCA-Victor-BMG 1997;
- Mélos, Paolo Fresu & Quintet, RCA-Victor-BMG 2000;
- LIVE en Estudio, Paolo Fresu & Quintet, JazzIt 2004;
- Ethno Grafías, Paolo Fresu & Quintet, Isre-Time en Jazz 2004;
- Kosmopolities, Paolo Fresu & Quintet, EMI 2005;
- P.A.R.T.Y., Paolo Fresu Quintet, EMI-Blue Notas 2005;
- A la incrocio de los veinte, Paolo Fresu Quintet, ONYX 2005;
- Thinking, Paolo Fresu Quintet Plays Ettore Fioravanti, Emi-Blue Notas 2006;
- Incantamento, Paolo Fresu Quintet, Emi-Blue Notas 2006;
- Rojo, verde, giallo y azul, Paolo Fresu Quintet, Emi-Blue Notas 2007;
- Platinum Collection, Paolo Fresu Quintet/Alborada String, EMI-Blue Notas 2008;
- Songlines/Night & Blue, Paolo Fresu Quintet, Tǔk Music 2010;
- 7/8, Paolo Fresu Quintet, Blue Notas 2010;
- ¡30!, Paolo Fresu Quintet, Tǔk Music/Bonsai 2014.
- Jazzy Christmas, Paolo Fresu Quintet feat. Daniele De Bonaventura, Tǔk Music 2014;

### Paolo Fresu y El Italian Trumpet Summit
- A Night In Berchidda, Italian Trumpet Summit, Time en Jazz 2002

### Paolo Fresu y colaboraciones
- Think, Paolo Fresu y Uri Caine,
- Things, Paolo Fresu y Uri Caine,
- Mar Nostrum, Paolo Fresu, Jan Lundgren y Richard Galliano

- Scores!  Paolo Fresu, CamJazz 2003;
- Místico mediterráneo, Paolo Fresu, A Filetta Corsican Voices, Daniele de Bonaventura, ECM 2011
- El Patrón de la Fiesta - Canción de Anna (N.fabi, D.silvestri, M.gazzè) 2014

## Premios
- 1984 Miglior nuovo talento del jazz italiano (Música Jazz).
- 1984 Premio RadioUno jazz (RAI).
- 1985 Premio Radio Corriere TV.
- 1985 Premio Città di Alassio.
- 1990 Miglior musicista italiano, miglior gruppo (Paolo Fresu Quintet) e miglior disco Live in Montpellier (Música Jazz).
- 1991 Riconoscimento Presidente Giunta Regionale Sardegna per l'attività artistica svolta.
- 1995 Premio Bobby Jaspar della Académie du jazz francese.
- 1995 Premio Concorso Golfo degli Angeli/Lyons di Cagliari.
- 1995 Premio Choc des choc di Jazzman per il Cd Night on the City (Francia).
- 1996 Premio Django d'Or francese come miglior musicista di jazz.
- 1996 Premio Città di Ozieri.
- 1996 Premio Accademia Mozart di Taranto.
- 2000 Premio Arrigo Polillo (Música Jazz) come miglior disco italiano con Shades of Chet.
- 2000 Nomination per il Django d'Or francese come miglior musicista internazionale insieme a Keith Jarrett e Charlie Haden.
- 2000 Premio Choc des choc di Jazzman per il Cd Mélos (Francia).
- 2000 Cittadinanza onoraria della Città di Nuoro.
- 2001 Premio Django d'Or francese come miglior musicista internazionale per il Cd Mélos (Francia).
- 2002 Premio Django d'Or italiano come miglior musicista.
- 2002 Premio Roma c'è.
- 2003 Premio Banari Arte.
- 2003 Cittadinanza onoraria della Città di Junas (Francia).
- 2003 Nomination per i Nastri d'Argento per le musiche del film Il più crudele dei giorni di Ferdinando Vicentini Orgnani.
- 2004 Premio Nastri d'Argento per le musiche del film L'Isola di Costanza Quatriglio.
- 2005 Premio Porto Rotondo alla carriera.
- 2005 Nomination per il Latin Grammy Awards 2005, Santa Mónica, California.
- 2005 Premio Mamuthones ad Honorem della città di Mamoiada.
- 2007 Premio Blue Note, Milano
- 2007 Premio alla carriera artistica, Othaca
- 2007 Premio Navicella d'argento, Castelsardo
- 2007 Italian Jazz Awards - Luca Flores: Nomination come Best Jazz Act
- 2008 Italian Jazz Awards - Luca Flores: Nomination come Best Jazz Album per "Stanley Music", con il suo Devil Quartet
- 2010 Premio Maria Carta
- 2013 Laurea Honoris Causa in Psicologia dei Processi Sociali, Decisionali e dei Comportamenti Economici: Università degli Studi di Milano-Bicocca